# 董忠 (新)
董 忠（とう ちゅう、? - 23年）は、中国の新代の武将。なお、前漢の武将で高昌侯の董忠とは別人である。

## 事跡
| 姓名         | 董忠                       |
| 時代         | 新代                       |
| 生没年       | 生年不詳 - 23年（地皇4年） |
| 字・別号     | 〔不詳〕                   |
| 出身地       | 〔不詳〕                   |
| 職官         | 大司馬〔新〕               |
| 爵位・号等   | 降符伯〔新〕               |
| 陣営・所属等 | 王莽                       |
| 家族・一族   | 〔不詳〕                   |

王莽配下の武将。天鳳6年（19年）、匈奴攻撃を諫止した大司馬荘尤（厳尤）が、王莽の怒りを買い罷免されたため、降符伯だった董忠が後任の大司馬に任命された。
地皇3年（22年）冬、各地で反新軍が勃興してくると、王莽の命令により、大司徒王尋は10数万の軍勢を率いて洛陽に駐屯し、大司馬董忠は軍の訓練に従事することになった。そのため、大司空王邑が三公全ての職を兼務している。
地皇4年（23年）6月、王邑率いる新の主力部隊が、昆陽で劉秀（後の光武帝）率いる漢軍に殲滅され、王尋も戦死した。新の滅亡が近づく中で、衛将軍王渉が、日頃世話をしていた道士西門君恵から「天文によれば劉氏が当に復興しようとしています。国師公（劉歆）の姓名はこれにあたります」旨の進言を受け、これを信じる。王渉は、大司馬董忠に劉歆を説得して皇帝に擁立し挙兵する謀議を持ちかけ、董忠もこれに応じた。2人は劉歆を説得しようとしたが、劉歆は、天文観察によれば東方の軍隊（更始帝、劉秀らの荊州の漢軍）が成功するだろうと述べ、消極的な姿勢を示す。そこで王渉は計画を変更し、王莽を捕え、荊州の漢軍に投降することを劉歆に持ちかけ、劉歆もこれに応じた。
しかし董忠が配下に指示し、軍の演習を行って計画を進めていたところ、配下の一人である司中大贅・起武侯孫伋が妻の説得により翻意し、王莽に密告して董忠らの陰謀は露見してしまう。王莽の召喚に、董忠は部下の護軍王咸の諫止も聞かず、これに応じて宮中に参内した。そこを中黄門たちに捕縛されてしまい、董忠は自刎しようとしたが、その直前に中黄門たちに刺し殺されてしまう。董忠配下の士官たちも、更始将軍史諶により武装解除された。
王莽は、虎賁（近衛兵）に命じて、斬馬刀で董忠の遺体を切り刻み、それを竹の器に盛りつけて晒した。董忠の一族も全員拷問された上王莽によって生き埋めの刑に処された。